# Arrhenopeplus tesserula
Arrhenopeplus tesserula är en skalbaggsart som först beskrevs av Curtis 1828.  Arrhenopeplus tesserula ingår i släktet Arrhenopeplus, och familjen kortvingar. Arten är reproducerande i Sverige.